# شیمون مایفسکی
شیمون مایفسکی (لهستانی: Szymon Majewski؛ زادهٔ ۱ ژوئن ۱۹۶۷) روزنامه‌نگار، شومن، مجری تلویزیون و بازیگر اهل لهستان است.
از فیلم‌ها یا مجموعه‌های تلویزیونی که وی در آن‌ها نقش داشته است، می‌توان به پرستار کودک و کیلر اشاره نمود.